# Газимуро-Заводский район
Газимуро-Заводский район —  административно-территориальная единица (район) в Забайкальском крае России. 
В рамках организации местного самоуправления в границах района функционирует Газимуро-Заводский муниципальный округ (в 2004—2023 гг. — муниципальный район).
Административный центр — село Газимурский Завод.

## География
Район расположен на востоке Забайкальского края. Район имеет границу с Китаем по реке Аргунь, его пересекают Борщовочный, Газимурский и Урюмканский хребты. Водораздельные пространства плоские и широкие, склоны довольно крутые. Межгорные депрессии заняты долинами рек. Склоны горных массивов расчленены многими узкими, нередко короткими долинами. Имеются месторождения: Брикачанское,  Верхнетайнинское, Корабль, Новоширокинское, Солонечное, Солонечинское; россыпи золота: Бошагоча, Гугда, Култумушка, Яромай и другие.
Климат резко континентальный со средними температурами в январе −26 ÷ −28 °C (абс. минимум −48 °C), в июле +18 ÷ +20 °C (абс. максимум +38 °C). Количество выпадающих осадков от 300 до 500 мм/год. Продолжительность вегетационного периода — 130—150 дней. Значительно распространены почвы горные мерзлотно-таёжные дерновые, мерзлотно-таёжные типичные, горные каштановые глубокопромерзающие, встречаются горные чернозёмы глубоко промерзающие.
Основным типом местности является горная тайга. Лиственничная горная тайга занимает склоны и выровненные вершины хребтов и увалов. Лесостепные пространства, характеризующиеся чередованием небольших участков степи с крупными массивами берёзовых лесов, приурочены к широким речным долинам и южным склонам хребтов. В долинах рек распространены луговые равнины. На территории района создан Урюмканский заказник.

## История
Район образован 4 января 1926 года. 10 июля 1959 года к нему была присоединена часть территории упразднённого Усть-Карского района.
24 августа 1961 года район был ликвидирован Указом Президиума Верховного Совета РСФСР (его территория при этом передана в новый Шелопугинский район), вновь образован 29 ноября 1979 года.

## Население
| 2002  | 2007  | 2009  | 2010  | 2011  | 2012  | 2013  |
| ----- | ----- | ----- | ----- | ----- | ----- | ----- |
| 9578  | ↘9400 | ↗9562 | ↘9407 | ↘9390 | ↗9408 | ↘9371 |
| 2014  | 2015  | 2016  | 2017  | 2018  | 2019  | 2020  |
| ↘9173 | ↘9091 | ↘8937 | ↘8904 | ↘8812 | ↘8676 | ↘8494 |
| 2021  |       |       |       |       |       |       |
| ↘8146 |       |       |       |       |       |       |

## Муниципально-территориальное устройство
В рамках организации местного самоуправления в границах района функционирует Газимуро-Заводский муниципальный округ (в 2004—2023 гг. — муниципальный район).
В муниципальный район с 2004 до 2023 гг. входили 9 муниципальных образований со статусом сельского поселения:
| № | Сельское поселение | Административный центр             | Количество населённых пунктов | Население (чел.) | Площадь (км²) |
| - | ------------------ | ---------------------------------- | ----------------------------- | ---------------- | ------------- |
| 1 | Батаканское        | село Батакан                       | 5                             | ↘620             | 552,81        |
| 2 | Буруканское        | село Бурукан                       | 4                             | ↘384             | 221,97        |
| 3 | Газимуро-Заводское | село Газимурский Завод             | 6                             | ↗3655            | 332,74        |
| 4 | Зеренское          | село Зерен                         | 2                             | ↘220             | 6951,83       |
| 5 | Кактолгинское      | село Кактолга                      | 3                             | ↗455             | 4397,88       |
| 6 | Новоширокинское    | посёлок Новоширокинский            | 2                             | ↘1276            | 421,66        |
| 7 | Солонеченское      | населённый пункт Рудник Солонечный | 3                             | ↘526             | 266,66        |
| 8 | Трубачёвское       | село Трубачёво                     | 3                             | ↘529             | 785,45        |
| 9 | Ушмунское          | село Ушмун                         | 2                             | ↘481             | 492,18        |

В июне 2023 года все сельские поселения  вместе с муниципальным районом были упразднены и объединены в Газимуро-Заводский  муниципальный округ.

## Населённые пункты
В Газимуро-Заводском районе 30 населённых пунктов.
| №  | Населённый пункт     | Тип              | Население    | Бывшее сельское поселение |
| -- | -------------------- | ---------------- | ------------ | ------------------------- |
| 1  | Батакан              | село             | ↘438 (2021)  | Батаканское               |
| 2  | Будюмкан             | село             | ↘137 (2021)  | Кактолгинское             |
| 3  | Бура                 | село             | ↘39 (2021)   | Буруканское               |
| 4  | Бурукан              | село             | ↘274 (2021)  | Буруканское               |
| 5  | Верхнее Солонечное   | село             | 4 (2021)     | Солонеченское             |
| 6  | Газимурские Кавыкучи | село             | ↘101 (2021)  | Трубачёвское              |
| 7  | Газимурский Завод    | село             | ↘2451 (2021) | Газимуро-Заводское        |
| 8  | Догьё                | село             | ↘42 (2021)   | Трубачёвское              |
| 9  | Закаменная           | село             | ↘69 (2021)   | Батаканское               |
| 10 | Зерен                | село             | ↘226 (2021)  | Зеренское                 |
| 11 | Игдоча               | село             | ↘217 (2021)  | Газимуро-Заводское        |
| 12 | Кактолга             | село             | ↘282 (2021)  | Кактолгинское             |
| 13 | Калдага              | село             | ↘65 (2021)   | Ушмунское                 |
| 14 | Корабль              | село             | ↘102 (2021)  | Газимуро-Заводское        |
| 15 | Кунгара              | село             | ↘55 (2021)   | Буруканское               |
| 16 | Курлея               | село             | ↘4 (2021)    | Батаканское               |
| 17 | Курюмдюкан           | село             | ↘49 (2021)   | Буруканское               |
| 18 | Луговское            | село             | ↘205 (2021)  | Батаканское               |
| 19 | Новоширокинский      | посёлок          | ↗994 (2021)  | Новоширокинское           |
| 20 | Новый Батакан        | село             | 1 (2021)     | Батаканское               |
| 21 | Павловск             | село             | ↘118 (2021)  | Газимуро-Заводское        |
| 22 | Рудник Солонечный    | населённый пункт | ↘557 (2021)  | Солонеченское             |
| 23 | Солонцы              | село             | ↘10 (2021)   | Солонеченское             |
| 24 | Тайна                | село             | ↘448 (2021)  | Газимуро-Заводское        |
| 25 | Трубачёво            | село             | ↘460 (2021)  | Трубачёвское              |
| 26 | Урюпино              | село             | ↘1 (2021)    | Кактолгинское             |
| 27 | Ушмун                | село             | ↘505 (2021)  | Ушмунское                 |
| 28 | Хайкан               | село             | ↘1 (2021)    | Зеренское                 |
| 29 | Широкая              | село             | ↘329 (2021)  | Новоширокинское           |
| 30 | Ямкун                | село             | ↘136 (2021)  | Газимуро-Заводское        |

Законом Забайкальского края от 25 декабря 2013 года № 922-ЗЗК было принято решение образовать новые сёла Новый Батакан и Солонечный. В 2018 году было принято решение об изменении предполагаемого названия Солонечный на Верхнее Солонечное. На федеральном уровне им было присвоено наименования Распоряжениями Правительства России: от 11 апреля 2015 г. N 636-р — селу Новый Батакан, от 11 октября 2018 г. № 2186-р — селу Верхнее Солонечное.

## Экономика
До 1990-х основой экономики района являлась горно-добывающая промышленность, действовали: горно-рудное предприятие Солонечный, Култуминский золотой прииск. С начала XXI века ведётся подготовительная работа к запуску построенного ранее Новоширокинского рудника (см. ОАО «Новоширокинский рудник»), добывается россыпное золото. Район производит заготовку и вывоз древесины и лесоматериалов, работают Газимуро-Заводский лесхоз и Газимуро-Заводский сельский лесхоз.
Осуществляются в небольших объёмах переработка сельхозпродукции, выращивание зерновых, развивается мясомолочное животноводство. Сельскохозяйственное производство ведут: ООО «Саланг», ПСХК «Павловск», «Рассвет», «Тайна», СПК «Батаканский» - ликвидировано, «Богдатский», «Буруканский», «Кактолгинский», «Трубачевский», «Ушмунский». Население занимается охотой, рыбной ловлей и др. промыслами.

## Образование
В 2000 году в районе функционировали 14 дневных общеобразовательных учреждений, 16 библиотек, 27 клубов, Музей историко-краеведческий (с. Газимурский Завод). Действует областная больница восстановительного лечения «Ямкун». Издаётся еженедельная газета «Вперёд».